# Болдін Ігор Петрович
Ігор Петрович Болдін (рос. Игорь Петрович Болдин; 2 лютого 1964, Москва, СРСР) — радянський і російський хокеїст, нападник. Олімпійський чемпіон. Заслужений майстер спорту.

## Ігрова кар'єра
Хокейну кар'єру розпочав 1981 року виступами за команду «Спартак» (Москва) в СРСР.
1992 року був обраний на драфті НХЛ під 180-м загальним номером командою «Сент-Луїс Блюз».
Протягом професійної клубної ігрової кар'єри, що тривала 23 років, захищав кольори команд «Спартак» (Москва), ГПК (Гямеенлінна, Фінляндія), ФПС (Форсса, Фінляндія),«Біль» (Швейцарія), ТУТО (Турку, Фінляндія), «Брюнес» (Швеція) і ТХК (Твер, Росія).
Був гравцем юніорської і молодіжної збірних СРСР, у їх складі брав участь у 19 іграх. Виступав за збірні СРСР, СНД і Росії. На головних турнірах світового хокею провів 14 ігор.

## Статистика

### Клубні виступи
| Сезон              | Клуб               | Ліга               | Регулярний сезон | Регулярний сезон | Регулярний сезон | Регулярний сезон | Регулярний сезон | Плей-оф | Плей-оф | Плей-оф | Плей-оф | Плей-оф |
| Сезон              | Клуб               | Ліга               | І                | Г                | П                | О                | ШХ               | І       | Г       | П       | О       | ШХ      |
| ------------------ | ------------------ | ------------------ | ---------------- | ---------------- | ---------------- | ---------------- | ---------------- | ------- | ------- | ------- | ------- | ------- |
| 1981–82            | «Спартак» (Москва) | СРСР               | 3                | 1                | 0                | 1                | 0                | —       | —       | —       | —       | —       |
| 1982–83            | «Спартак» (Москва) | СРСР               | 41               | 14               | 8                | 22               | 4                | —       | —       | —       | —       | —       |
| 1983–84            | «Спартак» (Москва) | СРСР               | 40               | 12               | 19               | 31               | 2                | —       | —       | —       | —       | —       |
| 1984–85            | «Спартак» (Москва) | СРСР               | 48               | 10               | 10               | 20               | 12               | —       | —       | —       | —       | —       |
| 1985–86            | «Спартак» (Москва) | СРСР               | 36               | 8                | 6                | 14               | 2                | —       | —       | —       | —       | —       |
| 1986–87            | «Спартак» (Москва) | СРСР               | 40               | 5                | 8                | 13               | 8                | —       | —       | —       | —       | —       |
| 1987–88            | «Спартак» (Москва) | СРСР               | 41               | 20               | 9                | 29               | 4                | —       | —       | —       | —       | —       |
| 1988–89            | «Спартак» (Москва) | СРСР               | 43               | 9                | 7                | 16               | 6                | —       | —       | —       | —       | —       |
| 1989–90            | «Спартак» (Москва) | СРСР               | 45               | 13               | 18               | 31               | 8                | —       | —       | —       | —       | —       |
| 1990–91            | «Спартак» (Москва) | СРСР               | 43               | 8                | 15               | 23               | 8                | —       | —       | —       | —       | —       |
| 1991–92            | «Спартак» (Москва) | СРСР               | 35               | 6                | 24               | 30               | 2                | 6       | 2       | 1       | 3       | 2       |
| 1993–94            | ГПК                | Фінляндія          | 44               | 17               | 29               | 46               | 0                | —       | —       | —       | —       | —       |
| 1994–95            | ГПК                | Фінляндія          | 35               | 8                | 18               | 26               | 12               | —       | —       | —       | —       | —       |
| 1994–95            | ФПС                | Фінляндія-2        | 1                | 0                | 0                | 0                | 0                | —       | —       | —       | —       | —       |
| 1995–96            | «Спартак» (Москва) | МХЛ                | 3                | 0                | 1                | 1                | 0                | —       | —       | —       | —       | —       |
| 1995–96            | ТУТО (Турку)       | Фінляндія          | 17               | 7                | 5                | 12               | 6                | —       | —       | —       | —       | —       |
| 1995–96            | «Біль»             | Швейцарія-2        | 10               | 3                | 4                | 7                | 2                | —       | —       | —       | —       | —       |
| 1996–97            | «Брюнес»           | Швеція             | 45               | 6                | 24               | 30               | 8                | —       | —       | —       | —       | —       |
| 1997–98            | «Спартак» (Москва) | Росія              | 38               | 6                | 20               | 26               | 10               | —       | —       | —       | —       | —       |
| 1998–99            | «Спартак» (Москва) | Росія              | 40               | 3                | 6                | 9                | 2                | —       | —       | —       | —       | —       |
| 1999–2000          | «Спартак» (Москва) | Росія-2            | 32               | 12               | 18               | 30               | 33               | —       | —       | —       | —       | —       |
| 2000–01            | «Спартак» (Москва) | Росія-2            | 20               | 8                | 11               | 19               | 2                | 11      | 3       | 3       | 6       | 0       |
| 2001–02            | «Спартак» (Москва) | Росія              | 24               | 6                | 9                | 15               | 4                | —       | —       | —       | —       | —       |
| 2002–03            | ТХК (Твер)         | РОсія-2            | 28               | 2                | 7                | 9                | 0                | —       | —       | —       | —       | —       |
| Усього в СРСР      | Усього в СРСР      | Усього в СРСР      | 415              | 106              | 124              | 230              | 56               | 6       | 2       | 1       | 3       | 2       |
| Усього у Фінляндії | Усього у Фінляндії | Усього у Фінляндії | 96               | 32               | 52               | 84               | 18               | —       | —       | —       | —       | —       |
| Усього в Росії     | Усього в Росії     | Усього в Росії     | 102              | 15               | 35               | 40               | 16               | —       | —       | —       | —       | —       |

### Збірна
| Рік                | Команда            | Турнір             | Місце              |    | І | Г  | П  | О | ШХ |
| ------------------ | ------------------ | ------------------ | ------------------ | -- | - | -- | -- | - | -- |
| 1982               | СРСР               | ЮЧЄ                | 3                  | 5  | 2 | 4  | 6  | 6 |    |
| 1983               | СРСР               | МЧС                | 1                  | 7  | 1 | 5  | 6  | 0 |    |
| 1984               | СРСР               | МЧС                | 1                  | 7  | 2 | 3  | 5  | 0 |    |
| 1992               | СНД                | ОІ                 | 1                  | 8  | 2 | 6  | 8  | 0 |    |
| 1992               | Росія              | ЧС                 | 5-е                | 6  | 3 | 1  | 4  | 0 |    |
| Молодіжна збірна   | Молодіжна збірна   | Молодіжна збірна   | Молодіжна збірна   | 19 | 5 | 12 | 17 | 6 |    |
| Національна збірна | Національна збірна | Національна збірна | Національна збірна | 14 | 5 | 7  | 12 | 0 |    |